# Polystichum

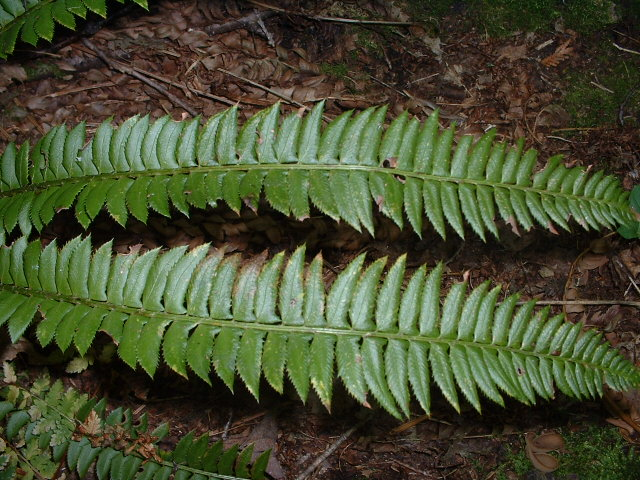
Polystichum lonchitis, Pancake Bay, Ontario

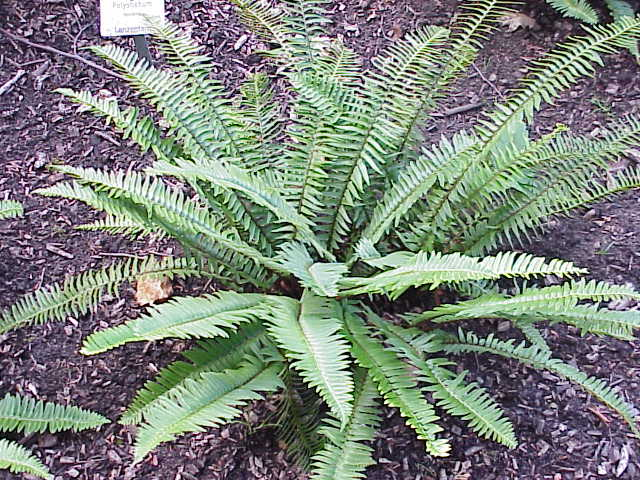
Polystichum munitum

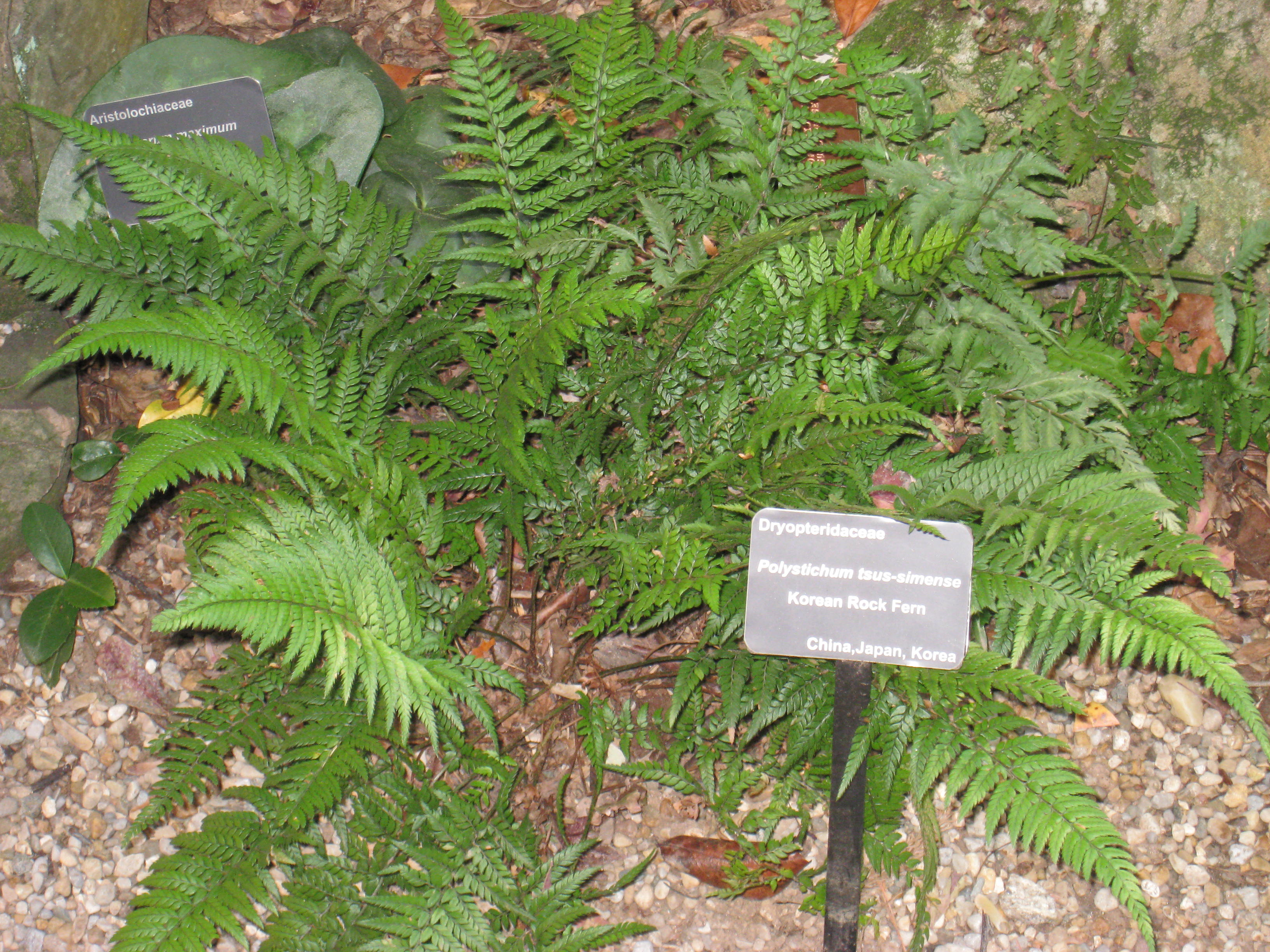
Polystichum tsussimense

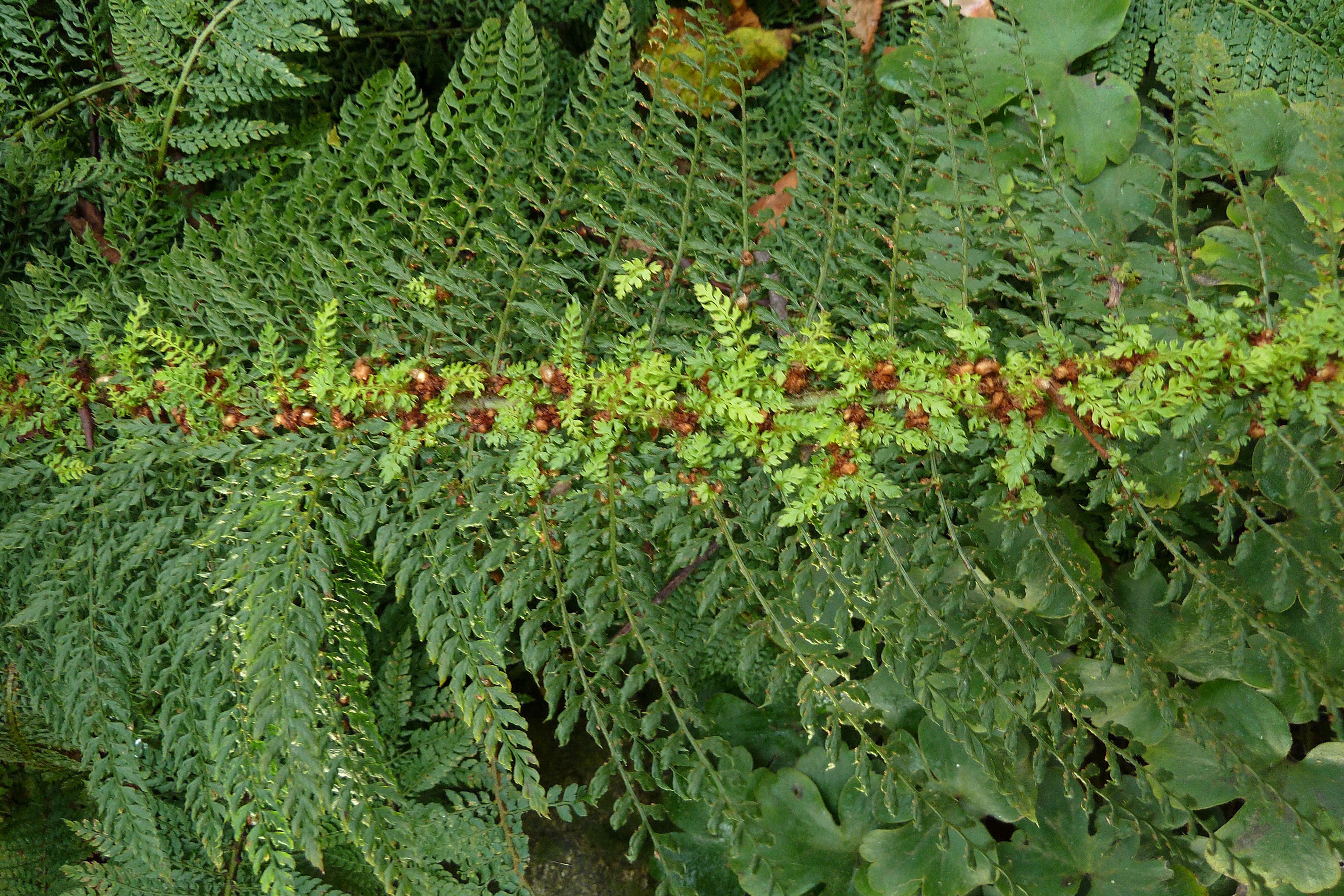
Polystichum setiferum 'Plumosum densum

Polystichum Roth è un genere di circa 260 specie di felci con una distribuzione universale. Le maggiori diversità si riscontrano in Asia ove, nella sola Cina, si contano 120 specie; nella zona che va dal Messico al Brasile se ne contano altre 100 specie; l'Africa ne ha 17, il Nordamerica 15 e l'Europa 5, ma con diversità molto meno accentuate. Il genere Polystichum è terrestre e si trova in climi temperate-caldi ed in regioni tropicali montane (poche specie crescono in zone alpine).

## Descrizione
Molte felci di questo genere hanno un rizoma robusto, lentamente strisciante a formare una corona, con un anello di fronde lunghe da 30 a 200 cm
I sori sono tondi in un indusio. I gambi hanno squame sporgenti. Il genere differisce dalle Dryopteris avendo un indusio circolare, non reniforme e fronde più forti, più persistenti con un tessuto più duro, a volte più grezzo.

## Coltivazione
Alcune specie vengono coltivate come piante ornamentali nei giardini. Una specie, il Polystichum tsus-simense' dell'Asia orientale, viene comunemente commercializzata come pianta da appartamento.
L'ibridisazione biologica è frequente in questo genere, con molte denominazioni ibride, tra le quali:
- P. × bicknellii (P. aculeatum × P. setiferum)
- P. × illyricum (P. aculeatum × P. lonchitis)
- P. × lonchitiforme (P. lonchitis × P. setiferum)

## Ecologia
Le specie di Polystichum sono utilizzate dalle larve di alcune specie di lepidotteri, tra i quali il Pharmacis fusconebulosa.  Campioni di alcune di queste si trovano nei Royal Botanic Gardens di Sydney.

## Specie particolari
Il genere Polystichum comprende, fra le sue varie specie, le seguenti (in quest'elenco i nomi preceduti da (=) sono considerati sinonimi accettati).
- Polystichum acanthophyllum (Franch.) H. Christ 1905
- Polystichum acrostichoides (Michx.) Schott 1834  – Christmas Fern
- Polystichum aculeatum (L.) Roth ex Mert. 1800  – Hard Shield Fern
- Polystichum acutidens H.Christ 1902
- Polystichum acutipinnulum Ching & K.H.Shing 1981
  - (=)  Polystichum wuyishanense Ching & K.H.Shing 1981
- Polystichum alcicorne (Baker) Diels 1900
- Polystichum aleuticum C.Chr. 1936  – Aleutian Shield Fern
- Polystichum andersonii Hopkins 1913  – Anderson's Hollyfern[2]
- Polystichum atkinsonii  Bedd. 1876
- Polystichum australiense  Tindale 1954
- Polystichum bakerianum  (Atk. ex C.B.Clarke) Diels 1899
- Polystichum biaristatum  (Blume) T.Moore 1858
- Polystichum bomiense  Ching & S.K.Wu 1983
- Polystichum bonseyi  W.H.Wagner & Hobdy 1993[3] – Bonsey's Hollyfern[4]
- Polystichum brachypterum  (J.F.Gmel.) C.Chr. 1906 – Rusty Swordfern[5]
- Polystichum braunii  (Spenner) Fée 1852 – Braun's Shield Fern, Braun's Hollyfern[6]
- Polystichum brachypterum  (Kunze) Ching 1983[7]
  - (=) Polystichum garhwalicum  N.C.Nair & Nag 1976
- Polystichum calderonense  Proctor 1989  – Monte Guilarte Hollyfern
- Polystichum californicum  Diels 1899  – California Sword Fern
- Polystichum capillipes  (Baker) Diels 1899[8]
  - (=) Polystichum michelii  H.Christ 1910
  - (=) Polystichum minusculum  H.Christ 1905
  - (=) Polystichum molliculum  H.Christ 1911
- Polystichum castaneum  (C.B.Clarke) B.K.Nayar & S.Kaur 1972
- Polystichum chilense  (H.Chr.) Diels 1899
- Polystichum christii  Ching 1931
- Polystichum chunii  Ching 1929
- Polystichum craspedosorum  (Maxim.) Diels 1899
- Polystichum cyclolobum  C.Chr. 1916
- Polystichum cystostegia  (Hook.) J.B.Armstr. 1881  – Alpine Shield Fern
- Polystichum deltodon  (Baker) Diels 1899
- Polystichum dielsii  H.Christ 1906
- Polystichum discretum  (D.Don) J.Sm. 1841
- Polystichum drepanum  (Sw.) C.Presl
- Polystichum dudleyi  Maxon 1918  – Dudley's Sword Fern
- Polystichum duthiei  (C.Hope) C.Chr. 1906
  - (=) Polystichum tsuchuense  Ching 1974
- Polystichum echinatum  (J.F.Gmel.) C.Chr. 1906  – Rusty Swordfern[9]
- Polystichum erosum  Ching 1965
- Polystichum excellens  Ching 1958
- Polystichum eximium  (Mett. ex Kuhn) C.Chr. 1933
  - (=) Polystichum tialooshanense  Ching 1964
- Polystichum falcatipinnum  Hayata 1914
- Polystichum falcinellum  C.Presl 1836
- Polystichum fallax  Tindale 1955
- Polystichum formosanum  Rosenst. 1915
- Polystichum gongboense  Ching & S.K.Wu 1983
  - (=) Polystichum rarum  Ching & S.K.Wu 1983
- Polystichum grandifrons  C.Chr. 1934
  - (=) Polystichum kiusiuense  Tagawa 1953[10]
- Polystichum gymnocarpium  Ching ex W.M.Chu & Z.R.He 2001
- Polystichum haleakalense  Brack. 1854  – Island Swordfern[11]
- Polystichum hancockii  (Hance) Diels 1899
- Polystichum hecatopteron  Diels 1900
- Polystichum herbaceum  Ching & Z.Y.Liu 1984
- Polystichum imbricans  (D.C. Eaton)D.H.Wagner 1979  – Narrowleaf Sword Fern
- Polystichum incongruum  J.P. Roux 1997
- Polystichum kruckebergii  W.H.Wagner 1966  – Kruckeberg's Sword Fern/Holly Fern
- Polystichum kwakiutlii  D.H.Wagner 1990
- Polystichum lachenense  (Hook.) Bedd. 1865
- Polystichum lanceolatum  Baker 1880
- Polystichum lemmonii  Underw. 1900  – Lemmon's Holly Fern, Shasta Fern
- Polystichum lentum  (D. Don) T. Moore 1858
- Polystichum lonchitis  (L.) Roth 1799  – Holly Fern
- Polystichum longidens  Ching & S.K.Wu 1983
- Polystichum longipaleatum  H.Christ 1909
- Polystichum longipes  Maxon 1909
- Polystichum luctuosum  (Kunze) T. Moore 1858  – Mourning Shield Fern
- Polystichum macleae  (Baker) Diels 1899[12]
- Polystichum macrochlaenum  Ching & S.K.Wu 1983
- Polystichum makinoi  (Tagawa) Tagawa 1936
- Polystichum martini  H.Christ 1902
- Polystichum mayebarae  Tagawa 1934
- Polystichum mediocre  Ching & S.K.Wu 1983
- Polystichum medogense  Ching & S.K.Wu 1983
- Polystichum microchlamys  (H.Christ) Matsum. 1904
- Polystichum mohrioides  (Bory ex Willd.) C.Presl 1836
- Polystichum mollissimum  Ching 1983[13]
- Polystichum monticola  N.C.Anthony & Schelpe 1985  – Mountain Shield Fern
- Polystichum morii  Hayata 1918
- Polystichum moupinense  (Franch.) Bedd. 1892
  - (=) Polystichum woodsioides  H.Christ 1911
- Polystichum munitum  (Kaulf.) C. Presl 1836  – Western Sword Fern
  - (=) Polystichum solitarium  (Maxon) Underw. ex Maxon 1908
- Polystichum muricatum  (L.) Fée 1852
  - (=) Polystichum moritzianum  (Klotzsch) Hieron. 1907
- Polystichum nakenense  Ching[14]
- Polystichum neolobatum  Nakai 1925[15]
  - (=) Polystichum assurgens  Ching & S.K. Wu 1983
  - (=) Polystichum yigongense  Ching & S.K. Wu 1983
- Polystichum nepalense  (Spreng.) C.Chr. 1906
  - (=) Polystichum atroviridissimum  Hayata 1914
- Polystichum ningshenense  Ching & Y.P.Hsu 1961
- Polystichum obliquum  (D.Don.) T.Moore 1958
- Polystichum omeiense  C.Chr. 1906
  - (=) Polystichum carvifolium  (Baker) Diels 1900
- Polystichum ordinatum  (Kunze) Liebm. 1849
  - (=) Polystichum bicolor  A.R.Sm. 1975[16]
- Polystichum orientalitibeticum  Ching 1983
- Polystichum paramoupinense  Ching 1983
- Polystichum parvipinnulum  Tagawa 1937
- Polystichum piceopaleaceum  Tagawa 1936
- Polystichum polyblepharum  (Roem. ex Kunze) C.Presl 1851  – Tassel Fern
  - (=) Polystichum aculeatum var. japonicum  (Franch. & Sav.) Diels 1899
  - (=) Polystichum setosum  (Wall.) Schott 1834
- Polystichum prescottianum  (Wall. ex Mett.) T. Moore 1858
  - (=) Polystichum erinaceum  Ching & S.K.Wu 1983[17]
- Polystichum prionolepis  Hayata 1914
  - (=) Polystichum rectipinnum  Hayata 1914
- Polystichum proliferum    – Mother Shield fern
- Polystichum pseudocastaneum  Ching & S.K.Wu 1983
  - (=) Polystichum brunneum  Ching & S.K.Wu 1983[18]
- Polystichum pseudomakinoi  Tagawa 1936
- Polystichum punctiferum  C. Chr. 1931
  - (=) Polystichum glingense  Ching & Y.X.Ling 1984
  - (=) Polystichum virescens  Ching & S.K.Wu 1983
- Polystichum pungens  (Kaulf.) C.Presl 1836  – Forest Shield Fern
  - (=) Polystichum lucidum  (Burm.f.) Bech. 1937
- Polystichum qamdoense  Ching & S.K.Wu 1983
  - (=) Polystichum tumbatzense  Ching & S.K.Wu 1983
- Polystichum retrosopaleaceum  (Kodama) Tagawa 1937
  - (=) Polystichum aculeatum var. retrosopaleaceum  Kodama 1915
- Polystichum rhombiforme  Ching & S.K.Wu 1983
- Polystichum rhomboidea  (Schott) Ching 1964
  - (=) Polystichum rhomboideum  Schott 1834
- Polystichum richardii  (Hook.) J.Sm. 1875  – Common Shield Fern
- Polystichum rigens  Tagawa 1937
  - (=) Polystichum platychlamys  Ching 1974
- Polystichum rotundilobum  Ching
- Polystichum scopulinum  (D.C. Eaton) Maxon 1900  – Mountain Holly Fern, Rock Sword Fern
  - (=) Polystichum mohrioides var. scopulinum  (D.C. Eaton) Fernald 1924
- Polystichum semifertile  (C.B. Clarke) Ching 1936
  - (=) Polystichum nyalamense  Ching 1983
- Polystichum setiferum  (Forssk.) Moore ex Woyn. 1913  – Soft Shield Fern
  - (=) Polystichum angulare  (Willd.) C. Presl 1836
- Polystichum setigerum  (C. Presl) C. Presl  – Alaska Hollyfern[19]
- Polystichum shensiense  H. Christ 1906
  - (=) Polystichum lichiangense  (C.H. Wright) Ching ex H.S. Kung 1989[20]
- Polystichum silvaticum  (Colenso) Diels 1899
- Polystichum simplicipinnum  Hayata 1915
- Polystichum sinense  (H.Christ) H.Christ 1905[21]
  - (=) Polystichum atuntzeense  Ching 1983
  - (=) Polystichum austrotibeticum  Ching & S.K.Wu 1983
  - (=) Polystichum decorum  Ching & S.K.Wu 1983
  - (=) Polystichum ellipticum  Ching & S.K.Wu 1983
  - (=) Polystichum fukuyamae  Tagawa 1937
  - (=) Polystichum lhasaense  Ching 1983
  - (=) Polystichum parasinense  Cheng-yuan Yang 1972
  - (=) Polystichum wilsoni  H.Christ 1911
- Polystichum squarrosum  (D.Don) Fée 1852
  - (=) Polystichum apicisterile  Ching & S.K.Wu 1983[22]
  - (=) Polystichum integripinnulum  Ching 1983[23]
- Polystichum stenophyllum  H.Christ 1905
  - var. conaense (=) Polystichum conaense  Ching & S.K.Wu 1983[24]
- Polystichum stimulans  (Kunze ex Mett.) Bedd. 1865
  - (=) Polystichum ilicifolium  (D. Don) T. Moore 1858[25]
- Polystichum submite  (H. Christ) Diels 1900
  - (=) Polystichum paradoxum  Ching & Y.P.Hsu 1974
- Polystichum tacticopterum  (Kunze) T. Moore 1858
  - (=) Polystichum heteropaleaceum  N.C. Nair & Nag 1978[26]
  - (=) Polystichum kodamae  Tagawa 1937[27]
- Polystichum thomsoni  (Hook.f.) Bedd. 1866
- Polystichum tibeticum  Ching 1983
- Polystichum transvaalense  N.C.Anthony 1982  – Stemmed Shield Fern
- Polystichum tripteron  (Kunze) C.Presl 1851
- Polystichum tsus-simense  (Hook.) J.Sm. 1875  – Korean Rock Fern
  - (=) Polystichum falcilobum  Ching 1983
- Polystichum vestitum  (G.Forst.) C.Presl 1836  – Prickly Shield Fern
- Polystichum wattii  (Bedd.) C.Chr. 1906
- Polystichum xiphophyllum  (Baker) Diels 1899[28]
  - (=) Polystichum monotis  (H.Christ) C. Chr. 1906
  - (=) Polystichum praelongum  H.Christ 1902
- Polystichum yadongense  Ching & S.K.Wu 1983
- Polystichum yunnanense  H.Christ 1909
  - (=) Polystichum gyirongense  Ching 1983[29]
  - (=) Polystichum jizhushanense  Ching 1983[30]

### Specie non più comprese
Specie che erano stae considerate in passato appartenenti al genere Polystichum, ma che oggi sono classificate altrimenti:
- Polystichum auriculatum  (L.) C.Presl 1836  = Dryopteris auriculata  (L.) Kuntze 1891[31]
- Polystichum falcatum  (L.f.) Diels 1899  = Cyrtomium falcatum  (L.f.) C.Presl[32] – Japanese Holly Fern
- Polystichum lepidocaulon  (Hook.) J.Sm. 1866  = Cyrtomidictyum lepidocaulon  (Hook.) Ching 1940[33]